# Dave Mustaine
Dave Scott Mustaine (La Mesa, Kalifornija, 13. rujna 1961.) je američki gitarist, pjevač, tekstopisac, glumac i autor. Poznat je kao osnivač, pjevač, gitarist i glavni tekstopisac američkog thrash metal sastava Megadeth.

## Životopis
Rođen je 13. rujna 1961. u gradu La Mesa u Kaliforniji od majke Emily (njemačka Židovka) i oca Johna (francuskog, kanadskog, irskog i finskog podrijetla). Odgojen je kao Jehovin svjedok. Sa 17 godina unajmio je vlastiti stan te je preživljavao preprodavajući drogu. Tada je Lars Ulrich, bubnjar sastava Metallica, u novinama objavio oglas u kojem traži glavnog gitarista. Mustaine se javio na taj oglas i ubrzo postao gitarist Metallice. Godine 1983. grubo izbačen iz sastava zbog problema s alkoholom. Ipak prije izbacivanja je napisao nekoliko pjesama za album Kill 'Em All, od kojih je najpoznatija "Four Horsemen", čije su stihove James Hetfield i Lars Ulrich kasnije promijenili. Mustaine je tu, a i još neke svoje pjesme, izdao na svom debitantskom albumu Killing Is My Business... And Business Is Good! s originalnim stihovima. Pjesma je bila naslovljena "Mechanix".
Godine 2002. Mustaine je zbog posljedica ozljede ruke prestao svirati gitaru, no vratio se 2004. godine. Tijekom oporavka postao je kršćanin, a proučavao je i glazbenu industriju, najviše produkciju.
U lipnju 2019. godine Mustaineu je dijagnosticiran rak grla. Izjavio je kako je liječenje već započelo te da je zbog toga prisiljen otkazati većinu narednih Megadethovih koncerata do kraja godine. Dodao je da grupa i dalje radi na novom albumu.

## Gigantour
Godine 2005. Mustaine je pokrenuo putujuću metal turneju, koju je nazvao "Gigantour", i koja je bila zamišljena kao alternativa Ozzfestu. 
Sastavi koji su sudjelovali na Gigantouru:
- Megadeth, Dream Theater, Fear Factory... (2005.)
- Megadeth, Lamb of God, Opeth, Arch Enemy, Overkill, Into Eternity, Sanctity, The Smash Up (2006.)
- Megadeth, Bring Me the Horizon, Static-X, DevilDriver, Lacuna Coil  (2007.)
- Megadeth, Children of Bodom, In Flames, Job for a Cowboy, High on Fire (2008.)